# Cărbunari
Cărbunari è un comune della Romania di 1141 abitanti, ubicato nel distretto di Caraș-Severin, nella regione storica del Banato.
Il comune è formato dall'unione di due villaggi: Cărbunari e Știnăpari.